# Species 360
Species 360 (Eigenschreibweise: Species360), früher ISIS (International Species Information System, „Internationales Arten-Informationssystem“), ist ein 1973 gegründeter Non-Profit-Verein in Bloomington (Minnesota), der Daten über Tiere in Zoos und Aquarien und verbundenen Organisationen verwaltet, archiviert und zur Verfügung stellt. Sie kann beispielsweise verwendet werden, um bei Züchtungen vom eigenen Tier genetisch entfernte Tiere zu finden. Die Organisation mit über 1200 Mitgliedern dient auch als Zentrum für die gemeinsame Entwicklung von zoologischer Software.

## Projekte
Ein Projekt ist die lokal oder über Internet verwendbare Software Zoological Information Management System (ZIMS, „Zoologisches Informations-Management-System“). 2006 wurde Version 2 der Software-Oberfläche dokumentiert.